# Ziegelhütte (Rothenburg ob der Tauber)
Ziegelhütte ist ein Gemeindeteil der Großen Kreisstadt Rothenburg ob der Tauber im Landkreis Ansbach (Mittelfranken, Bayern). Ziegelhütte liegt in der Gemarkung Leuzenbronn.

## Geographie
Die Einöde ist ringsum von Feldern umgeben. 0,2 km nördlich befindet sich ein Birnbaum, der als Naturdenkmal klassifiziert ist. Ein Anliegerweg führt zu einer Gemeindeverbindungsstraße (0,2 km südlich), die nach Lukasrödermühle (1,6 km östlich) bzw. nach Leuzenbronn führt (1,6 km westlich).

## Geschichte
Ziegelhütte wurde in der ersten Hälfte des 19. Jahrhunderts auf dem Gemeindegebiet von Leuzenbronn erbaut. Im Zuge der Gebietsreform in Bayern wurde Ziegelhütte am 1. Juli 1972 nach Rothenburg eingemeindet.

## Einwohnerentwicklung
| Jahr      | 001836 | 001840 | 001861 | 001871 | 001885 | 001900 | 001925 | 001950 | 001961 | 001970 | 001987 |
| Einwohner | 4      | 10     | 7      | 10     | 11     | *      | *      | *      | *      | *      | 1      |
| Häuser    | 1      | 1      |        |        | 2      | *      | *      | *      | *      |        | 1      |
| Quelle    | [ 8 ]  | [ 9 ]  | [ 10 ] | [ 11 ] | [ 12 ] | [ 13 ] | [ 14 ] | [ 15 ] | [ 16 ] | [ 17 ] | [ 1 ]  |

## Religion
Der Ort ist evangelisch-lutherisch geprägt und bis heute nach St. Andreas (Leuzenbronn) gepfarrt. Die Einwohner römisch-katholischer Konfession sind nach St. Johannis (Rothenburg ob der Tauber) gepfarrt.